# Erdő Péter
Erdő Péter (phát âm tiếng Hungary: [ˈɛrdøː ˈpeːtɛr]; sinh ngày 25 tháng 6 năm 1952) là một hồng y người Hungary của Giáo hội Công giáo. Ông là Tổng giám mục Chính tòa Esztergom–Budapest kiêm Giáo trưởng nước Hungary từ năm 2003 đến nay. Ông cũng từng kinh qua vị trí Chủ tịch Liên Hội đồng Giám mục châu Âu (2006–2016) và phúc trình viên tổng quyền của Đại hội chung ngoại thường lần thứ ba của Thượng Hội đồng Giám mục.
Hồng y Erdő nổi tiếng là một tín hữu có lòng sùng kính đặc biệt dành cho Đức Mẹ Ủi An. Ông sử dụng thành thạo tiếng Hungary (tiếng mẹ đẻ) và có thể nói tiếng Anh, tiếng Ý, tiếng Pháp, tiếng Đức và tiếng Tây Ban Nha. Ông cũng từng giảng lễ bằng tiếng Slovak trong quá khứ.

## Tiểu sử
Hồng y Erdo sinh ngày 25 tháng 6 năm 1952 tại Budapest, Hungary. Sau quá trình tu học, ngày 18 tháng 6 năm 1975, ông được thụ phong linh mục, bởi Giám mục László Lékai, Giám mục Đại diên Tông Tòa Veszprém.
Ngày 5 tháng 11 năm 1999, Tòa Thánh chọn linh mục Péter Erdõ làm Giám mục Hiệu tòa Puppi, Giám mục Phụ tá Giáo phận Székesfehérvár (Albareale). Lễ Tấn phong được cử hành ngày 6 tháng 1 năm 2000 tại Vương cung Thánh đường Thánh Phêrô tại Vatican với chủ phong là Giáo tông Gioan Phaolô II và hai phụ phong bao gồm: Tổng giám mục Giovanni Battista Re, Thành viên Ban Thư kí Toà Thánh và Tổng giám mục Marcello Zago, O.M.I., Thư kí Thánh bộ Phúc âm hóa các dân tộc. Tân giám mục chọn khẩu hiệu Initio non erat nisi gratia.
Ngày 7 tháng 12 năm 2002, ông được chọn làm Tổng giám mục Tổng giáo phận Esztergom–Budapest. Ông đã nhậm chức ngày 11 tháng 1 năm 2003. Trong Công nghị Hồng y tổ chức ngày 21 tháng 10 năm 2003, Giáo tông Gioan Phaolô II vinh thăng ông tước vị Hồng y Nhà thờ Santa Balbina. Ông đã đến nhận ngai tòa Hồng y Hiệu tòa tại đây ngày 9 tháng 3 năm 2004.
Ngoài ra, ông còn đảm nhận các vai trò quan trọng khác như: Chủ tịch Hội đồng Giám mục Hungary từ tháng 9 năm 2005 đến tháng 9 năm 2015. Ông còn đảm nhận vai trò Chủ tịch Liên Hội đồng Giám mục Châu Âu từ ngày 8 tháng 10 năm 2006 đến ngày 8 tháng 10 năm 2016.

## Quan điểm

### Về Hồng y Mindszenty
Hồng y Erdő từng đề nghị Văn phòng Tổng công tố Hungary phục hồi danh dự về mặt pháp lý, luân lý và chính trị cho Cố Hồng y József Mindszenty – nguyên Tổng giám mục Esztergom, người từng đấu tranh chống lại nhà nước cộng sản chủ nghĩa Hungary, bị chính quyền độc tài thân Stalin này phạt tù giam và về sau xin tị nạn thành công tại Đại sứ quán Mỹ, Budapest. Nhờ có sự can thiệp của ông mà đến năm 2012, Văn phòng Tổng công tố Hungary cuối cùng cũng phục hồi danh dự cho vị Cố Hồng y này. Vào năm 2006, Hồng y Erdő đã gửi cho Tổng thống Mỹ George W. Bush một lá thư cảm ơn nhân dịp kỷ niệm 50 năm Hồng y Mindszenty bị Nhà nước Hungary bắt giữ do vị này được Nhà nước Hoa Kỳ hậu thuẫn về mặt chính trị.

### Về những tín hữu Công giáo từng ly hôn và tái hôn
Trong một buổi họp báo tại Thành Vatican vào tháng 10 năm 2014, Hồng y Erdő tuyên bố rằng ông phản đối việc cho phép những tín hữu Công giáo từng ly hôn và tái hôn được lãnh Bí tích Thánh Thể khi họ chưa thực sự hối cải.

### Về người nhập cư
Khi cuộc khủng hoảng người nhập cư vào châu Âu năm 2015, Hồng y Erdő cho rằng việc tiếp nhận người tỵ nạn cấu thành nên tội buôn bán người. Mặc dù Hồng y Erdő thừa nhận quyền được tỵ nạn của con người khi gặp nạn đói, nội chiến hay khi bị đe dọa đến tính mạng, ông vẫn quả quyết rằng việc tiếp nhận người tỵ nạn từ khắp nơi trên thế giới – theo cách thức thông thường, phi pháp hay vô tổ chức – đều sẽ gây ra mất trật tự công cộng, và đề xuất rằng châu Âu phải "đi tìm sự cân bằng đích thực trong tình đoàn kết và lòng thương xót".

## Tông truyền
Giám mục Erdő Péter được tấn phong giám mục vào năm 2000 bởi:
- Chủ phong: Giáo tông Ioannes Paulus II
- Phụ phong: Tổng giám mục Giovanni Battista Re, Tổng giám mục Hiệu tòa Forum Novum, Phụ tá Phủ Quốc vụ khanh Tòa Thánh và Tổng giám mục Marcello Zago O.M.I., Tổng giám mục Hiệu tòa Rusellae, Thư kí Bộ Loan báo Tin Mừng cho các Dân tộc.

Hồng y Erdő Péter là vị chủ phong trong lễ tấn phong giám mục của:
- Giám mục Kiss-Rigó László, vào ngày 21 tháng 2 năm 2004,
- Giám mục Udvardy György, vào ngày 21 tháng 2 năm 2004,
- Giám mục Varga Lajos, vào ngày 15 tháng 7 năm 2006,
- Giám mục Cserháti Ferenc, vào ngày 15 tháng 8 năm 2007,
- Giám mục Székely János, vào ngày 5 tháng 1 năm 2008,
- Giám mục Ladislav Nemet, vào ngày 23 tháng 4 năm 2008,
- Giám mục Palánki Ferenc, vào ngày 26 tháng 2 năm 2011,
- Giám mục Snell György, vào ngày 6 tháng 12 năm 2014,
- Giám mục Varga László, vào ngày 13 tháng 5 năm 2017,
- Giám mục Mohos Gábor, vào ngày 8 tháng 12 năm 2018,
- Giám mục Marton Zsolt, vào ngày 24 tháng 8 năm 2019,
- Giám mục Felföldi László, vào ngày 6 tháng 1 năm 2021,
- Giám mục Berta Tibor, vào ngày 10 tháng 4 năm 2021,
- Giám mục Fekete Szabolcs Benedek, vào ngày 18 tháng 4 năm 2022,
- Giám mục Martos Levente Balázs, vào ngày 4 tháng 3 năm 2023,
- Giám mục Fábry Kornél, vào ngày 6 tháng 1 năm 2021.

Hồng y Erdő Péter là vị phụ phong trong lễ tấn phong giám mục của:
- Tổng giám mục Pintér Gábor, vào ngày 15 tháng 7 năm 2016.